# Dunholme
Dunholme är en ort och civil parish i Storbritannien.   Den ligger i grevskapet Lincolnshire och riksdelen England, i den sydöstra delen av landet, 200 km norr om huvudstaden London. Dunholme ligger 16 meter över havet och antalet invånare är 5 625.
Terrängen runt Dunholme är platt. Runt Dunholme är det ganska tätbefolkat, med 90 invånare per kvadratkilometer. Närmaste större samhälle är Lincoln, 9,5 km sydväst om Dunholme. Trakten runt Dunholme består till största delen av jordbruksmark.